# Classe Samsun
La classe Samsun di cacciatorpediniere apparteneva alla Osmanlı Donanması, la marina imperiale ottomana, ed era una derivazione della classe Durandal della Marine nationale francese.

## Unità
| Nome (Nome di battesimo) | Builder Dimensioni Dislocamento, Scafo Velocità Equipaggio | Propulsione Caldaie, serbatoi Motori Armamento | Ordinata Impostata Varata Prove in mare | In servizio Radiata Destino finale                                                                                |
| ------------------------ | --- | --- | --------------------------------------- | --- |
| Samsun (Samsun)          | SA Chantier et Ateliers de la Gironde, Bordeaux LOA 58,2 m, LPP 56,3 m, 6,3 m, 2,8m 284 t, acciaio 28 nodi (1907), 20 nodi (1912), 17 nodi (1915) 7 ufficiali, 60 comuni (1907), 74 ottomani, 17 tedeschi (1915) classe Durandal | Vapore, 2 eliche 2 Normand, Chantier et Ateliers de la Gironde, - 2 tripla espansione, 5950ihp, Chantier et Ateliers de la Gironde 1x65 mm L/50 QF C, 6x47 mm L/50 QF C, 2xTT 450 mm | 1906 giugno 1906 1907                   | 3 settembre 1907 ottobre 1918 impostato a Istanbul 1924 rimesso in servizio 1932 radiato 1949 rottamato a Gölcük. |
| Yarhisar (Yarhisar)      | SA Chantier et Ateliers de la Gironde, Bordeaux LOA 58,2 m, LPP 56,3 m, 6,3 m, 2,8 m 284 t, Steel 28 nodi (1907), 20 nodi (1912), 17 nodi (1915) 7 ufficiali, 60 comuni (1907), 74 ottomani, 17 tedeschi (1915) classe Durandal  | Vapore, 2 eliche 2 Normand, Chantier et Ateliers de la Gironde, - 2 tripla espansione, 5950ihp, Chantier et Ateliers de la Gironde 1x65 mm L/50 QF C, 6x47 mm L/50 QF C, 2xTT 450 mm | 1906 giugno 1906 1907                   | 1907 3 dicembre 1915 silurato ed affondato dal sottomarino britannico E11 al largo di Yalova.                     |
| Taşoz (Thasos)           | Schneider & Cie, Nantes LOA 58,2 m, LPP 56,3 m, 6,3 m, 2,8 m 284 t, Steel 28 nodi (1907), 20 nodi (1912), 17 nodi (1915) 7 ufficiali, 60 comuni (1907), 74 ottomani, 17 tedeschi (1915) classe Durandal                          | Vapore, 2 eliche 2 Schneider $ Cie, - 2 tripla espansione, 5950ihp, Chantier et Ateliers de la Gironde 1x65 mm L/50 QF C, 6x47 mm L/50 QF C, 2xTT 450 mm                             | 1906 giugno 1906 1906 1907              | 1907 ottobre 1918 impostato a Istanbul 1925 rimesso in servizio 1932 radiato 1949 rottamato a Gölcük.             |
| Basra (Basra)            | SA Chantier et Ateliers de la Gironde, Bordeaux LOA 58,2 m, LPP 56,3 m, 6,3 m, 2,8 m 284 t, Steel 28 nodi (1907), 20 nodi (1912), 17 nodi (1915) 7 ufficiali, 60 comuni (1907), 74 ottomani, 17 tedeschi (1915) classe Durandal  | Vapore, 2 eliche 2 Normand, Chantier et Ateliers de la Gironde, - 2 tripla espansione, 5950ihp, Chantier et Ateliers de la Gironde 1x65 mm L/50 QF C, 6x47 mm L/50 QF C, 2xTT 450 mm | 1906 giugno 1906 1906 1907              | 1907 ottobre 1918 impostato a Istanbul 1925 rimesso in servizio 1932 radiato 1949 rottamato a Gölcük.             |